# Fendels
Fendels è un comune austriaco di 253 abitanti (1º gennaio 2019) nel distretto di Landeck, in Tirolo.